# 四阿屋神社
四阿屋神社（あずまやじんじゃ）は、佐賀県鳥栖市牛原町にある神社である。養父郡の総社であり古くは、四阿屋宮（あずまやぐう）と称した。旧社格は郷社。

## 歴史
天智天皇元年（662年）尾張の熱田神宮を勧進したのが創建と伝えられ、延暦10年（791年）に住吉明神と春日明神を併祀しており、当初は東屋明神といった。『佐賀県神社誌要』によれば、この地は古く景行天皇が筑紫御巡狩の折りに駐輦し、その後日本武尊が熊襲征伐の際にも駐輦したという山里で、行宮（仮屋）を意味する東屋（あずまや）の名を称し、地名にもなったという。後に字は四阿屋に転じ社名も改められた。
『類聚符宣抄』には、東屋明神として延喜20年（920年）11月に正六位上から従五位下に列せられた記載がある。『河上神社文書』の正応5年（1292年）の「河上宮造営用途支配惣田数注文」からは、当時東屋明神が惣田3町3反を有したことも分かる。
牛ノ原別当と呼ばれる社僧がいて、往時には神職・社僧計780人余りに及ぶ勢力を持っていたというが、天文年間に大友義鎮の来攻により社殿が焼失し社領は没収された。勝尾城主筑紫広門により再興が図られるも、島津義久の来攻により再び焼失し残っていた文書等も失われた。難を逃れた神職により御神体は守られ、祠として再建される。
江戸期には養父郡の総社として対馬藩の庇護を受ける。文禄元年（1592年）一帯が宗義智の領地となると、社殿が改築され養父郡の宗廟に定められる。明暦3年（1657年）には宗義成が社殿を再建し社号を四阿屋宮に改めた。宝暦10年（1760年）には現在とほぼ同じ社容になった。
近代社格制度に基づく旧社格ははじめ村社だったが、1881年（明治14年）に郷社となった。このとき、山神社（大山祇尊）および田代神社（豊受大神）を合祀している。例祭はかつて2月15日だったが、大正年間までに4月1日に変更されている。『佐賀県神社誌要』（1926年刊）に記載の氏子戸数は620余戸。
例祭である4月1日の神幸祭ではかつて、養父郡の総社として牛原の獅子舞、宿の鉦浮立、養父のはぐま、蔵上の御田舞という各村の芸能が奉納されていた。御田舞については場所を蔵上町の老松神社に移して存続している。

## 祭神
- 主祭神：日本武尊
- 住吉大明神（住吉大神）
- 志賀大明神（志賀大神）
- 大山祇尊
- 豊受大神

## 御田舞

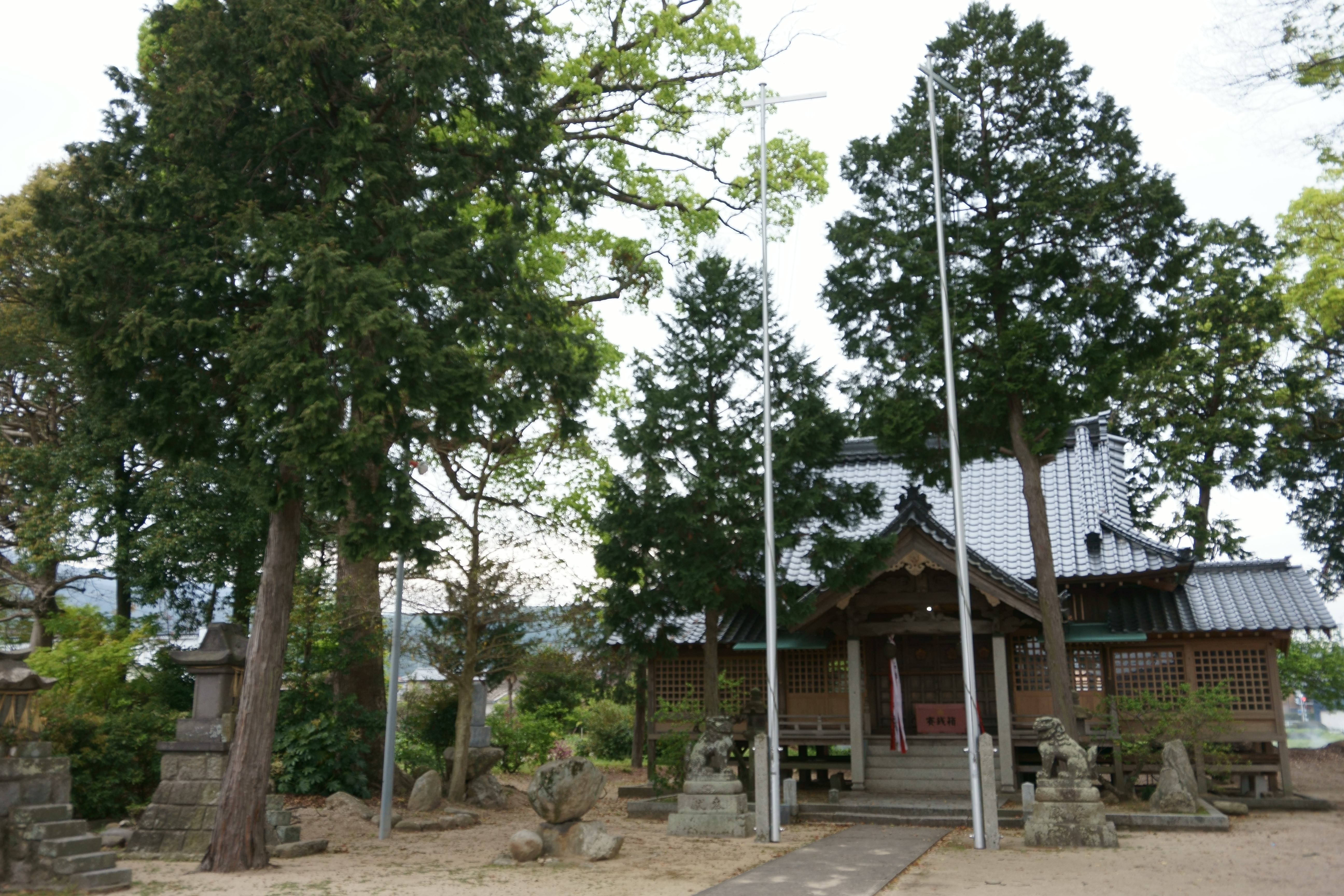
「四阿屋神社の御田舞」が奉納されている蔵上老松神社

四阿屋神社の御田舞（あずまやじんじゃのおんだまい）は、鳥栖市蔵上町の老松神社（蔵上老松神社）で秋に奉納される神事。老松神社のおくんちである10月20日の前後となる第三もしくは第四日曜日に催される。
田植えを中心とする農耕の所作を演じ豊作を祈願するもので、田遊び（御田植・田祭り）の類型をもつ。出演者は30名ほどですべて男性。仮設の3間四方の広さの舞台で、田打ち、代踏、田植えの所作や舞が演じられ、最後は勇壮な鬼舞で締められる約40分の演目。子供へと農耕所作を伝承する性格もあると考えられる。
1959年（昭和34年）3月20日に佐賀県の重要無形文化財に指定されている。また、1976年（昭和51年）12月25日には国の記録作成等の措置を講ずべき無形の民俗文化財（選択無形民俗文化財）に選択されている。